# Michael Treschow
Se även Michael Treschow (till Fritzøe).
Niels Michael Aage Treschow, född 22 april 1943 i Helsingborg, är en svensk företagsledare och civilingenjör.

## Utbildning
Treschow, som är son till major Gert Treschow och friherrinnan Ulla Wrangel von Brehmer, utbildade sig till reservofficer med examen den 1 oktober 1968 och blev kapten 1 juli 1972. Han tillhörde Skånska dragonregementet, P2.
Treschow avlade civilingenjörsexamen vid Lunds tekniska högskola.

## Karriär
Treschow inledde sin karriär 1970 på Bahco där han hade ett antal olika befattningar. År 1975 gick han över till Atlas Copco, där han 1991 blev VD och koncernchef. Han gick 1998 vidare till Electrolux där han fram till 2002 var VD och koncernchef. I april 2007 avgick han som styrelseordförande i Electrolux. 
2002–2011 var han styrelseordförande i Ericsson. Han har även varit ordförande i Svenskt Näringsliv. Han var drivande i uppstarten av den svenska grenen av den ideella organisationen SIFE Sverige år 2004.
Treschow är styrelseordförande för dagligvarutillverkaren Unilever, styrelseledamot i ABB, sedan februari 2011 styrelseordförande för Institutet för Näringslivsforskning samt sedan augusti 2011 styrelseordförande för föreningen Svenskar i Världen (Sviv). I sin roll som styrelseordförande för Sviv har han verkat för upprättandet av en särskild valkrets för utlandssvenskar. Den 15 augusti 2014 skrev han ett inlägg på Dagens Nyheters debattsida om detta.
Den 8 juli 2007 var Treschow sommarpratare i Sveriges Radio P1.

## Familj
Michael Treschow gifte sig 1973 med Christine-Charlotte Treschow, född Gyllenkrok. Sedan 2005 är han gift med Lena Treschow Torell och blev därmed svåger till författaren Gunilla Bergström. Han blev därmed en av delägarna i familjebolaget som förvaltar rättigheterna till Alfons Åberg.

## Utmärkelser
- H.M. Konungens Medalj i guld av 12:e storleken i serafimerordens band (2000)
- Försvarsmaktens reservofficersmedalj i guld (2003)
- Storkors av Civilförtjänstorden (2000)
- Riddare av Hederslegionen (2002)
- Ledamot i Kungl. Ingenjörsvetenskapsakademien sedan 2002